# (190) Ismene
(190) Ismene és un asteroide que forma part del cinturó exterior d'asteroides descobert per Christian Heinrich Friedrich Peters el 22 de setembre de 1878 des de l'observatori Litchfield de Clinton, als Estats Units d'Amèrica. Rep el nom per Ismene, un personatge de la mitologia grega.
Ismene orbita a una distància mitjana del Sol de 3,993 ua, i pot allunyar-se'n fins a 4,657 ua. Té una excentricitat de 0,1662 i una inclinació orbital de 6,173°. Fa una òrbita completa al voltant del Sol en 2.915 dies. Forma part del grup asteroidal de Hilda.